# Amfiktyónia

Delphi

Amfiktyónia byl náboženský spolek několika kmenů v Řecku, který hlídal určité posvátné místo, jeho majetky a poutníky, kteří do tohoto centra přicházeli, organizoval náboženské slavnosti a hry, zajišťoval chrám po materiální stránce.
Pojmenování vzniklo z řeckých slov amfi = kolem + ktizein = zakládám, usazovat.

## Elidská amfiktyónia
Amfiktyónie vznikaly ve starověkém Řecku již v 9. a 8. století před Kr. Nejstarší amfiktyónia vznikla v Élidě na Peloponésu a zajišťovala ochranu Olympie, kde se konaly pravidelně olympijské hry. „Kmeny” (království a městské státy/polis), které byly členy elidské amfiktyónie zajišťovaly posvátný mír (ekecheiria), aby se olympijských her mohli účastnit sportovci i poutníci z celého řeckého světa. Stát, který porušil posvátný mír, byl vyloučen z olympijských her.

## Délsko-athénská amfiktyónia
Vznikla kolem Apollónova chrámu na ostrově Délos. Kolem této náboženské instituce se postupně vytvořil délský námořní spolek na ochranu řeckých městských států před útoky Peršanů. Athéňané každý rok vysílali na ostrov zvláštní loď s poselstvím a dary do chrámu.

## Pylsko-delfská amfiktyónia
Nejslavnější amfiktyónia vznikla kolem chrámu bohyně Demeter v Antelo při Termopylském průsmyku. Na její ochranu se spojilo dvanáct kmenů (Iónové, Dórové, Boióťané, Thessalci, Lokrové, Dolopové, Magneti, Ainianové a další). Zástupci těchto kmenů se scházeli na jaře a na podzim každého roku a společně uctívali bohyni Demeter. Později se pylská amfiktyónia (nazvaná podle zkráceného pojmenování Thermopyl (Pyla - brány) spojila s mladší amfiktyóniou, která vznikla na ochranu Apollonovy věštírny v Delfách. Členové spolku vedli "svaté války" proti kmenům, které ohrožovaly amfiktyóniu : v 6. století před Kr. proti Krisům a v 5. a 4. století před Kr. proti Fókům. Do druhé války proti Fókům zasáhl i makedonský král Filip II. a po jejich porážce v roce 346 př. Kr. získal jejich místo v amfiktyónii a jejich dva hlasy při hlasování v amfiktyónii.